# 아일랜드 공화국군 진정파
아일랜드 공화국군 진정파(Real Irish Republican Army; RIRA)는 통일 아일랜드 수립을 목표로 하는 아일랜드 공화주의 준군사조직이다. 1997년 아일랜드 공화국군 임시파(PIRA)가 무장투쟁 포기를 선언하자 불복하고 뛰쳐나와 형성되었다. 과거 PIRA가 그랬듯 RIRA는 자신들만이 과거의 아일랜드 공화국군의 정통 후계자라고 주장하며 스스로 그냥 IRA라고 부른다. RIRA는 아일랜드 정부에서 지정한 불법 단체이며 영국과 미국에 의해 테러 조직으로 규정되어 있다.
창설된 이래로 RIRA는 영국 육군과 북아일랜드 경찰국(PSNI)에 대한 무장투쟁을 전개했다. RIRA는 현재까지 활동하고 있는 아일랜드 준군사조직 중 가장 규모가 큰 세력이다. 주요 투쟁 방식은 총격과 폭탄 투척이며, 박격포와 로켓포도 동원한다. RIRA는 북아일랜드와 잉글랜드에서 경제적 피해 및 혼란을 일으키기 위해 여러 차례의 폭탄 테러를 저질렀다. 가장 유명한 것은 1998년 8월 15일의 오마 폭파로, 29명의 사람이 죽었다. 이 사건 이후 RIRA는 정전에 들어갔지만, 2000년부터 다시 준동하기 시작했다. RIRA는 마세린 병영 공격의 범인이 자신들이라고 주장하고 있다.
또한 RIRA는 마약상이나 갱스터 같은 범죄자들과도 연루되어 있으며, 특히 더블린에서 이러한 범죄자들과 제휴 및 협력한 혐의로 비판받고 있다.
2012년 7월, 반마약공화주의행동(RAAD)을 비롯한 다른 소규모 준군사조직들이 RIRA에 흡수되었다. 여전히 RIRA는 스스로를 그냥 IRA라고 부르고 있다.

## 같이 보기
- 테러조직 지정